# Frunzik Mkrttjan

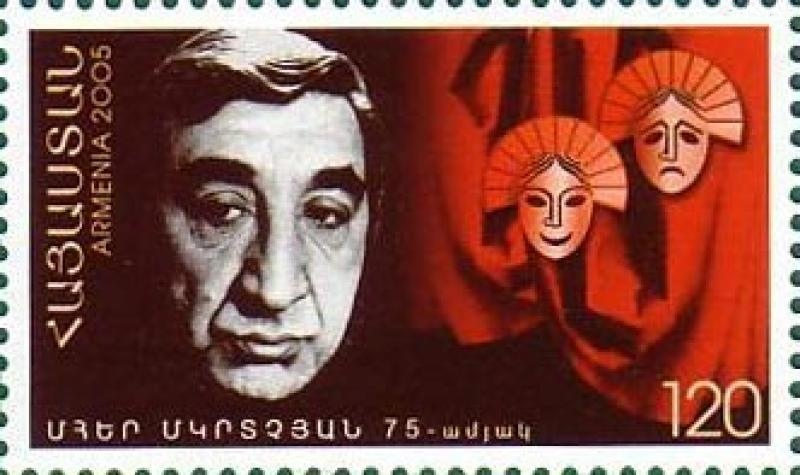
Frunzik Mkrttjan på frimärke.

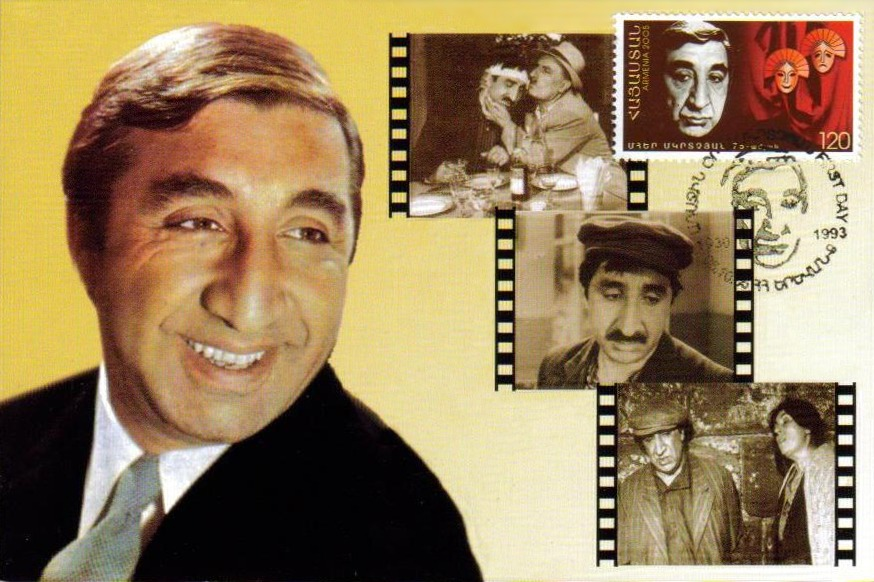
Mkrttjan

Frunze (Frunzik) Musjegovitj Mkrttjan (armeniska: Ֆրունզիկ (Մհեր) Մուշեղի Մկրտչյան; ryska: Фру́нзе (Фрунзик, Мгер) Муше́гович Мкртчян), född 4 juli 1930 i Gjumri, död 29 december 1993 i Jerevan, var en sovjetisk och armenisk skådespelare. 
Filmroller 1955–1989. Mkrttjan anses vara en av de största armeniska skådespelarma under andra hälften av 1900-talet.[källa behövs] Enlevering på kaukasiska är ett exempel i hans filmografi. Han utsågs 1984 till den åtråvärda titeln folkets artist i Sovjetunionen.[källa behövs]

## Filmografi i urval
- 1970 – Barberarbrud mot sin vilja
- 1977 – Naapet - en kärna av liv
- 1985 – Vår barndoms tango